# Akom II
Pour les articles homonymes, voir Akom.
AKOM II est une commune du Cameroun, chef-lieu de l’arrondissement du même nom comptant une trentaine de village , dans la région du Sud et le département de l'Océan.

## Géographie
La localité d'Akom II est située sur la route nationale 17 (axe Kribi-Ebolowa) à 86 km à l'est du chef-lieu départemental Kribi. La commune couvre une superficie de 1 931 km2 soit 17,1 % du territoire départemental de l'Océan.
| Lokoundjé | Lokoundjé | Bipindi, Efoulan |
| Niete     | Akom II   | Ebolowa I et II  |
|           | Campo     | Ma'an            |

## Histoire
Le district d'Akom II créé en 1962 est érigé en arrondissement en 2010. La commune rurale d'Akom II est instaurée en 1962 par démembrement de la commune rurale de Kribi, elle est démembrée en 1995 pour créer la commune de Niete.
Akom II est l'une des communes du Cameroun, chef-lieu de l'arrondissement du même nom, dans la région du Sud et le département de l'Océan.

## Population
La commune d'AKOM II compte 35 188 habitants, sur la base de données du RGPH de 2005 corrigé par le taux d’accroissement de la population de la Région du Sud Cameroun qui est de 2,9% soit une densité de 13,84 habitants au km² loin de la nationale qui est de  37,5.
La langue parlée par toutes ces populations est le boulou, qui fait partie des langues beti que l'on parle dans le Sud du Cameroun, le Nord du Gabon et de la Guinée équatoriale. À Akom II cohabitent les clans Yemeyema’a, Yessok, Dong, Essangok, Yedjok, Yemvak, Esameyum, Essa'alane, Yengap, Yenvan, Yetotane et plusieurs minorités telles que les Badjél Bayela ou (pygmées). Ces clans sont tous des Boulou. Les fondements des alliances telles que les mariages, les accords ancestraux.

## Chefferies traditionnelles
L'arrondissement d'Akom II compte deux chefferies traditionnelles de 2e degré :
- 834 : Groupement Boulou Centre
- 835 : Groupement Boulou Nord

## Organisation
Outre Akom II proprement dit, la commune comprend les villages suivants :
- Abiete
- Akok
- Assok I
- Bibindi
- Bibole
- Biboulemam
- Ebemvok
- Efoulan
- Elon
- Fenda
- Malomba
- Mbanga
- Mvie
- Ndjabilobe
- Nkong-Mekak
- Nko'o Ngop
- Nlomoto
- Nlonkeng
- Nnemeyong
- Nyabitande
- Toko
- Tyengue

## Économie
Les populations de cet arrondissement vivent de petits commerces liés essentiellement au trafic de gibier (braconnage), et de petite plantation villageoise. Le cacao était une très grande source de revenu pour ses populations depuis l’ère coloniale, et après les indépendances. À cause de la chute des prix de cette denrée sur le marché mondial, et de l'absence de subvention de l’État, les populations ont littéralement abandonné ces cultures pour se rabattre sur la forêt, qui a toujours été la mère nourricière. En effet tout le côté sud de Akom II se trouve au beau milieu du parc national de Campo-Ma’an. L’arrondissement d’Akom II et les arrondissements voisins se retrouvent au milieu d’une coupe sauvage de bois, qui malheureusement ne bénéficie en rien aux populations locales, et détruit systématiquement tout l'écosystème. La création du port en eaux profondes de Kribi tend à faire de Akom II une ville transit, vers Ebolowa et Kyosi, pour le commerce avec les pays voisins tels que le Gabon et la Guinée équatoriale.